# مارشال هارفي ستون
مارشال هارفي ستون (بالإنجليزية: Marshall Harvey Stone)‏ هو رياضياتي أمريكي .اشتهر بأعماله في مجالي التحليل الحقيقي والتحليل الدالي. ولد في 1903 في نيويورك (مدينة)، حائز على جائزة قلادة العلوم الوطنية الأمريكية.

## أعماله
تمكن من البرهنة على تعميم مبرهنة فايرستراس للمقاربة والتي تقضي بأن كل دالة متصلة معرفة على مجال محدد يمكن مقاربتها بانتظام عبر دوال حدية، بتعميم الخاصية إلى كل الدوال المتصلة الحقيقية المعرفة في فضاء متراص. تعرف المبرهنة بتسمية ستون - فايرستراس.

## وصلات خارجية
- الموقع الرسمي لجائزة قلادة العلوم الوطنية الأمريكية